# 韩珺礼
韩珺礼（1965年9月—），男，汉族，河南沈丘人，中华人民共和国政治人物。现任中国人民解放军陆军某研究所研究员。第十三、十四届全国政协委员。